# Dmitrij Charitonow
Dmitrij Jewstratjewicz Charitonow (ros. Дми́трий Евстра́тьевич Харито́нов, ur. 1896, zm. 1970) – rosyjski arachnolog.
Dimitrij Chartinow był pierwszym rosyjskim arachnologiem i założycielem pierwszej rosyjskiej szkoły arachnologii przy Uniwersytecie w Permie, najstarszej grupy badawczej poświęconej pajęczakom w Rosji. W 1932 i 1936 roku opublikował dwujęzyczny, niemiecko-rosyjski Katalog der russischen Spinnen. Zapoczątkował zbiór, który obecnie liczy wiele okazów typowych i przechowywany jest na wydziale zoologii permskiego uniwersytetu.